# All India Forward Bloc

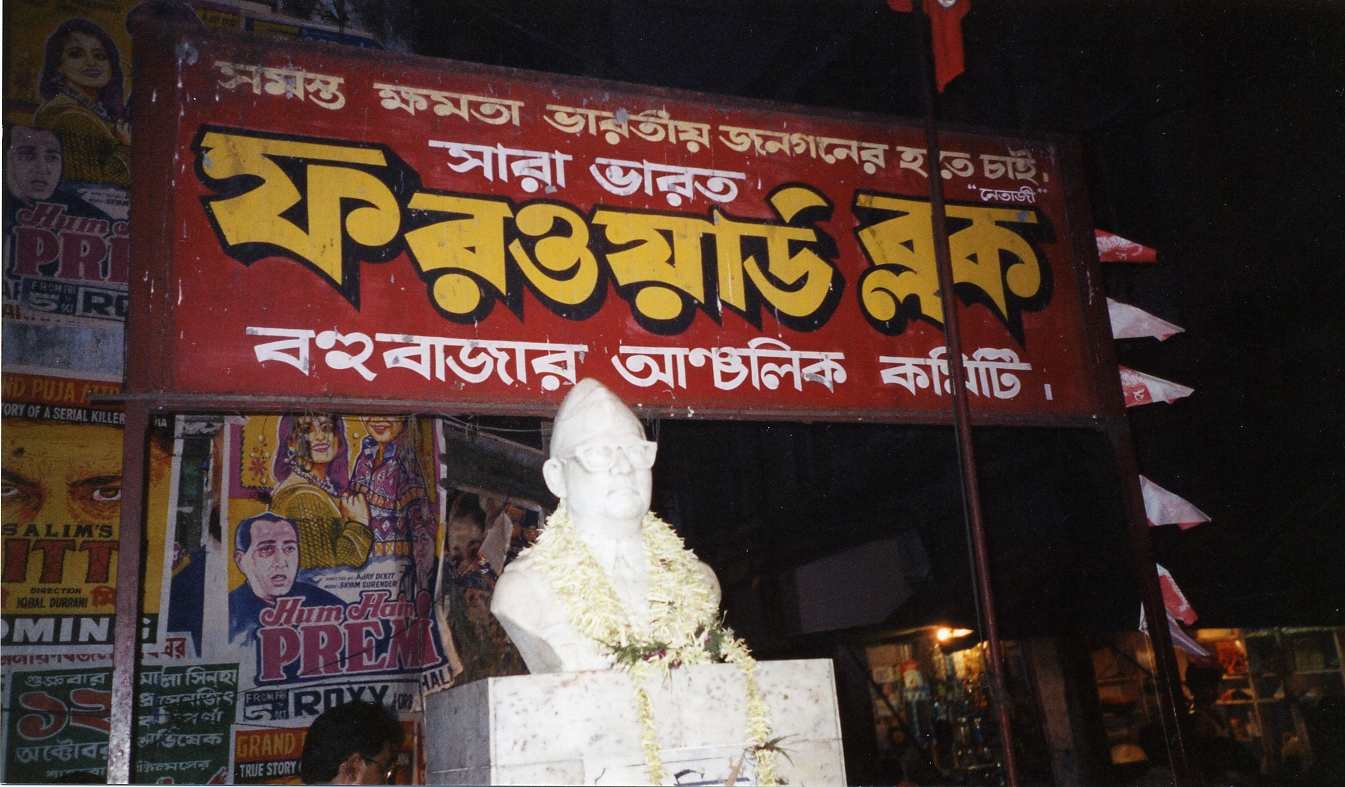

All India Forward Bloc este un partid politic naționalist din India.
Partidul a fost fondat în anul 1939 de către Subhas Chandra Bose.

Secretar General partidului este Debrata Biswas. 
Organizația de tineret a partidului se numește All India Youth League.
La alegerile parlamentare din anul 2004, partidul a obținut 1 365 055 de voturi (0.2 %, 3 locuri).